# 1982年のテレビ (日本)
1982年のテレビ（1982ねんのテレビ）では、1982年（昭和57年）の日本におけるテレビジョン放送全般の動向についてまとめる。

## 主なできごと
テレビ大阪、熊本県民テレビ、鹿児島放送が開局。
テレビ大阪は3月1日にテレビ東京の、熊本県民テレビは4月1日に日本テレビの、そして鹿児島放送は10月1日にテレビ朝日の、各々フルネット局として開局。テレビ大阪開局により、大阪府は民放5系列5局のフルネット化が完了。その他は、各県3局目の民放テレビ局となる。
音声多重放送、12月から本放送免許となる。
同放送実用化の為の改正放送法とこれに伴う政令・省令・免許方針が12月1日から施行。同実用化試験放送の免許更新申請をしていた毎日放送に、同月8日に本放送免許に切り替えて第1号として付与されたのを皮切りに、それ以降の更新申請は全て本放送免許に切り替え。又、更新時の切り替えとは別に、それを待たずに本放送への切り替えとして免許を申請したNHKの東京・大阪・前橋の各総合テレビと日本テレビ、テレビ東京他2社には、同月17日に同免許が付与された。
テレビ番組
- フジテレビ系、昨年に続き、番組編成の大改革が続く。
  - 17年にわたり続いた平日朝のワイドショー帯番組『小川宏ショー』が3月末で終了、後番組として4月から『おはよう!ナイスデイ』が放送開始。
  - 10月1日には平日昼の帯番組『笑ってる場合ですよ!』が終了、後番組として同月4日には、後にフジテレビのお昼の顔として長寿番組となった『森田一義アワー 笑っていいとも!』が放送開始。
  - 局の顔として長寿番組だった『ズバリ!当てましょう』、『ママとあそぼう!ピンポンパン』が終了。
- テレビ朝日系『欽ちゃんのどこまでやるの!』にて、毎週披露されていた細川たかしの『北酒場』と、日本テレビ系『火曜サスペンス劇場』のエンディング曲である岩崎宏美の『聖母たちのララバイ』が共に大ヒット。共にこの年大晦日の『第33回NHK紅白歌合戦』にも出場。前者は『第24回日本レコード大賞』（TBS系）にて大賞を受賞。
- その他、局の看板となる、以下の番組が放送開始又は終了。この年は前述のフジテレビを含め、老舗番組の終了が目立った。
  - 開始
    - TBS:『街かどテレビ11:00』（関東ローカル）、『そこが知りたい』
    - テレビ朝日:『料理バンザイ!』、『タモリ倶楽部』
    - 読売テレビ:『スター爆笑Q&A』
    - 関西テレビ:『大阪女子マラソン』（後の『大阪国際女子マラソン』）

  - 終了
    - NHK総合:『新日本紀行』、『お笑いオンステージ』
    - 日本テレビ:『驚異の世界・ノンフィクションアワー』、『TVジョッキー』
    - TBS:『Gメン'75』、『チャコちゃんシリーズ→ケンちゃんシリーズ』
    - テレビ朝日:『一休さん』
    - 毎日放送:『ヤングおー!おー!』
    - 関西テレビ:『ハイ!土曜日です』

視聴率
- フジテレビがこの年、開局以来初めて在京民放局年間視聴率3冠を達成[注 1] し、これまで首位だったTBSの牙城を崩した。なお、フジの年間3冠は1994年に日本テレビに奪取されるまで12年連続で続くこととなった。

NHKの受信契約数
- NHKのカラー受信契約が、この年3000万件を突破。

新機材、新技術導入など
- 毎日放送では1月16日放送の『小澤征爾と春の祭典・迫真のPCMライブ』にて、テレビ放送の制作に於いて、当時の最先端録音技術であるPCMデジタル録音を導入。
- 日本テレビでは、当時国内のテレビスタジオで最大の広さを持った新Gスタジオが10月に落成。同月9日に自社の特別番組『日本テレビスペシャル』の内で、映像のコンピューター処理等の当時の新技術がお披露目されている。
- 朝日放送では11月1日に、テレビ取材の新機材として、ビデオカメラとビデオ録再機を一体化させたENG「ベータカム」を実用化したり、1インチVTRによるライブラリーシステムを完成させている[1]。

## 番組関係のできごと

### 1月
- 1日 - フジテレビ系のミニ紀行・グルメ番組『くいしん坊!万才』の4代目くいしん坊として、俳優の宍戸錠がこの日から登場（宍戸は1983年12月30日まで出演）[2][注 2]。
- 3日 - フジテレビ系で『オールスター家族対抗歌合戦』の正月特番『オールスター家族対抗歌合戦 新春生放送!歌う家族に福が来る』を、19:00 - 20:54の2時間枠で放送、同番組の正月特集では初の2時間枠・生放送となる。
- 10日
  - フジテレビ系『世界名作劇場』で『南の虹のルーシー』放送開始。
  - NHK大河ドラマ第20作『峠の群像』（緒形拳主演）放送開始（全50回、 - 12月19日）。
- 16日：毎日放送・TBS系、ステレオ放送の特番『小澤征爾と春の祭典・迫真のPCMライブ』にて、音声媒体としてPCMデジタル録音を採用した、当時としては画期的な番組を放送、多くのTBS系列局でネット放送する。（内容は、前年の10月30日、大阪フェスティバルホールにてライブ収録された、小澤征爾指揮・ボストン交響楽団の演奏による、ストラビンスキー『春の祭典』。MBSの高村昭アナ(当時)による小澤のインタビューも入っている。）[3]
- 24日 - 関西テレビ・フジテレビ系で『第1回大阪女子マラソン』（後の大阪国際女子マラソン）を実況生中継（1983年から毎年1月最終週に開催、以降恒例化）。
- 27日 - テレビ朝日系『欽ちゃんのどこまでやるの!』で、細川たかしが『北酒場』を番組内で初披露。その後毎週歌う様になったことが契機で大ヒットに繋がり、この年大晦日の『第24回日本レコード大賞』（TBS系）にて大賞を受賞、『第33回NHK紅白歌合戦』にも出場した。

### 2月
- 8日 - ホテルニュージャパン火災がこの日早朝に発生。火災現場のすぐ近くに本社を置くTBSが火災発生の模様をいち早く取材し、NHKや民放各局は終日火災関連の報道を中心に伝えた。
- 9日 - 日本航空350便墜落事故がこの日朝発生。前日に起きたホテルニュージャパン火災から一夜明けてから再び起きた大惨事にNHKや民放各局は2日連続で重大事件報道を伝える事となった。この事故に関連した『ニュースセンター特集—操縦室で何が起きたのか』が2月12日にNHK総合で放送され、この番組に出演した作家の柳田邦男らがボイスレコーダーの分析等から機長の異常行動、エンジンの逆噴射があったと指摘した[4][5]。

### 3月
- 1日 - よみうりテレビ・日本テレビ系のクイズバラエティ番組『スター爆笑Q&A』放送開始。司会は横山やすし・西川きよしが務めたが、西川は第14回参議院議員通常選挙に出馬するため1986年で、横山は自らの不祥事により1989年で降板。西川降板後に加入した桂文珍・山田邦子のコンビで1992年3月まで10年間続いた。
- 5日 - テレビ朝日系で東映制作の特撮シリーズ『メタルヒーローシリーズ』の第1作『宇宙刑事ギャバン』放映開始（ - 1983年2月25日、全44話）。以後『宇宙刑事シリーズ』は1984年の『宇宙刑事シャイダー』まで3代にわたって続き、メタルヒーローシリーズは1998年の『テツワン探偵ロボタック』まで17年にわたって続く長寿シリーズとなった。
- 7日 − テレビ東京系・テレビ大阪の2音声多重放送による番組『パソコンサンデー』が放送開始。副音声では、番組で放送しているパソコンのプログラムデータを、音声により配信するという放送を行う。
- 8日 − TBS系『ナショナル劇場』・時代劇『大岡越前 第6部』がスタート。1978年の第5部以来4年ぶりの放映となった。
- 10日 - NHK総合の紀行番組『新日本紀行』がこの日をもって終了、18年半・793回放送された[6]。
- 16日 - NHK総合の人形劇『ひょっこりひょうたん島』の「ドン・ガバチョ」の声で知られる俳優・藤村有弘がこの日急逝（享年48）。この日フジテレビ系で放送された『なるほど!ザ・ワールド』が最後の出演となった。なお当日の『なるほど!ザ・ワールド』では、訃報テロップを添えて放送された。
- 27日 - いずれもフジテレビ系列で長年放送していた2本の番組が幕を降ろした。
  - 関西テレビ制作で1966年（昭和41年）12月から放送されていた朝のワイドショー番組『ハイ!土曜日です』がこの日をもって終了。15年4か月の歴史に幕。
  - フジテレビ制作で1961年（昭和36年）8月から放送されていたクイズ番組『ズバリ!当てましょう』がこの日をもって終了。中断期間を含め、20年8か月の歴史に幕。
- 29日
  - この日より[要出典]、NNN（日本テレビ系）のニュース番組『NNN朝のニュース』、『NNN昼のニュース』、『NNN日曜夕刊』のテーマ曲が、それまで使用されてきた黛敏郎の作曲のものから『NNNジャストニュース』と同じテーマ曲（作曲：三枝成章）に変更された（黛作曲のテーマ曲は『NNNニューススポット』で継続使用される）。同時に背景タイトルも一新された一方、『よみうりニュース NNN』に改題していた読売テレビではグード図法の世界地図のバックもそのままで、三枝成章作曲のテーマ曲に変更されただけであった。
  - TBS系でこの日より生放送の音楽バラエティ番組『街かどテレビ11:00』（関東ローカル）を開始。関東各地のスーパーマーケット（火曜放送のみTBSホール）などの特設ステージで「TBSカラオケコンテスト」・「カラオケ団体戦」・「カラオケ飛び入り大会」などといった視聴者参加型歌合戦を放送。司会は当初メインは二代目朝寝坊のらく→六代目立川ぜん馬、サブはたんごしんだったが、1年後の1983年4月よりメインは五木田武信（当時TBSアナウンサー）、サブは大木凡人に変更、1991年3月29日まで9年続く人気番組となった。
- 31日
  - フジテレビ系ではこの日、翌日からの大型改編を前に、長年フジの平日の朝を支えた番組が2本幕を下ろした。
    - 1966年（昭和41年）から15年半続いた子供番組『ママとあそぼう!ピンポンパン』がこの日をもって最終回を迎え、歴代の「お姉さん」[注 3] や「体操のお兄さん」役の金森勢、そして音楽担当の服部克久らが出演した。なお3日後の4月3日に土曜8:00で開始した単発番組『雑学百科』（ - 1983年3月26日）で、『ピンポンパン』の派生番組を6回放送した（詳細）。
    - 1965年（昭和40年）から17年にわたり続いた朝のワイドショー番組『小川宏ショー』がこの日で終了[7]、最終回は「さようなら 小川宏さん」と題して、司会を務めた小川宏を労いに多くの著名人がスタジオに集結。

### 4月
- 1日 - フジテレビ系ではこの日、平日午前枠の大型改編を実施。早朝ニュース枠に『FNNモーニングワイド ニュース&スポーツ』を、また『小川宏ショー』の後番組として『おはよう!ナイスデイ』、続く10時枠（関東ローカル）に情報番組『ワイドワイドフジ』、昼ニュース枠に『FNNニュースレポート11:30』といった新番組をそれぞれ放送開始。また同局では改編に合わせ「しぼりたての朝」と銘打ったキャンペーンも行われた。この他にも『ママとあそぼう!ピンポンパン』の後番組として、アニメ再放送枠『朝のマンガ劇場』（関東ローカル）を開始、1年半振りに平日朝にアニメ再放送枠が復活。
- 3日 - TBS系で1975年（昭和50年）から続いたアクションドラマシリーズ『Gメン'75』がこの日、2時間スペシャル「さよならGメン'75 また逢う日まで」をもって終了、7年の歴史に幕。10月に日曜20時枠で『Gメン'82』として復活するが、半年で終わった。
- 4日
  - 日本テレビ系ではこの日、日曜午後枠の大型改編を実施（地方の系列局により編成は異なる）[注 4]。
    - 12:00の『NNN昼のニュース』、13:15の『TVジョッキー』、14:15の『（キリン）日曜スペシャル』、15:45の『日曜映画劇場』（主に日本映画を放映）は全て15分繰り上がり、開いた17:00 - 17:15には読売ジャイアンツの応援番組『ビバ!ジャイアンツ』を設置した。
    - これにより『ビッグイベントゴルフ』は12:15 - 12:45から10:00 - 10:55に移動・拡大、『目方でドーン!』は12:45 - 13:10から12:00 - 13:00に移動・拡大し『新婚さん!目方でドン』にリニューアル。『スター誕生!』は11:00 - 11:55から『昼のニュース』の繰り上げにより11:00 - 11:45と10分縮小された。同時に11:55 - 12:00のミニ番組（日本テレビでは東京都の広報番組『東京都だより』）は9:55 - 10:00に移動した（地域によっては廃止された）。

  - テレビ朝日系で俳優の滝田栄の司会による料理番組『料理バンザイ!』（雪印乳業（雪印メグミルクの前身）他雪印グループ一社提供）放送開始（ - 2002年3月31日）。
  - NHK総合で1972年（昭和47年）から続いた三波伸介司会のバラエティ番組『お笑いオンステージ』がこの日で終了、10年の歴史に幕。最終回には後継番組『クイズ面白ゼミナール』（木曜20時台から移動、 - 1988年3月）の司会を務める鈴木健二（当時NHKアナウンサー）が特別ゲストとして出演した。
- 5日
  - NHK、昭和57年度編成を開始。
    - 前期連続テレビ小説『ハイカラさん』（手塚理美主演）放送開始（ - 10月2日）。
    - 子供番組『おかあさんといっしょ』の着ぐるみ人形劇コーナーが、この日より「ブンブンたいむ」から「にこにこぷん」に変更、1992年（平成4年）10月3日まで10年半継続する。
    - 『ニュースセンター9時』のキャスターが木村太郎と宮崎緑に交替する[8]。

  - 日本テレビが、月 - 木17時30分と18時の再放送枠と、金曜の箱番組『お笑いマンガ道場』（中京テレビ制作）『六神合体ゴッドマーズ』をそれぞれ30分ずつ繰上げ、18時にローカルニュース番組『6時です!4チャンネル』を開始、ローカルニュース戦線に参入する。なお再放送枠と箱番組移動にともない、それまで17時に放送された報道番組『読売新聞ニュース』は16時前（15:50 - 16:00）に移動、17時台の芸能情報番組『マイスタ芸能ワイド』（17:10 - 17:30）は、14時の『2時のワイドショー』（よみうりテレビ制作）に統合され、『芸能マイスタ』と改題し、ローカル枠から全国ネットに拡大した。
- 6日 - 関西テレビ・フジテレビ系で千葉真一主演の時代劇シリーズ『影の軍団シリーズ』の第3弾『影の軍団III』放送開始。
- 8日 - テレビ朝日系ではこの日、海外ドラマ『ダラス』（木曜22:00。なお半年後には日曜深夜で復活）の次番組として、歌謡番組『夢のビッグスタジオ』を開始、司会は直前の21時台で放送中のTBS系『ザ・ベストテン』で久米宏の司会代行を務めた経験を持つタモリと西田敏行となった。だが開始直後、西田が「スケジュール多忙」を理由にコーナー別撮りとなったため、しばらく女優を代行にした後、当時局アナの古舘伊知郎を新司会に起用したが、6回で皇達也プロデューサーが降板、タモリ・古舘・西田も後追い降板して、8回で打ち切られる。なお残り2回は佐々木正洋アナと南美希子アナ（当時）が代行した。
- 10日
  - テレビ朝日系土曜19時30分枠の児童向けドラマ『あばれはっちゃくシリーズ』の第3作『熱血あばれはっちゃく』（主演：荒木直也）放送開始（ - 1983年3月26日）。
  - TBS系の初の2時間ドラマ枠『ザ・サスペンス』が開始。1984年秋の改編まで2年半まで放送。
  - NHK教育で、若者向けトーク番組『YOU』が開始。初代司会者はコピーライターの糸井重里とタレントの青島美幸が務めた。また、月に1回程度大阪放送局が製作し、こちらの初代司会者は梅谷忠洋と塚本真理子が務めた（ - 1987年4月）[9]。
- 20日 - フジテレビ系『火曜ワイドスペシャル』が放送600回を記念し「600回記念特集　見たい見せたいあのスター水着」を放送、同枠の人気番組『オールスター紅白水泳大会』と『オールスター寒中水泳大会』の名場面を放送した。この後5月11日には同枠で、「600回記念特集Ⅱ 見たい見せたいあのスター珍プレー名場面集」を放送、『オールスター紅白大運動会』の名場面を放送した。
- 26日 - テレビ東京系で5日に開始したばかりのアニメ『手塚治虫のドン・ドラキュラ』が、この日の第4回放送をもって突然の打ち切り。なおこの年は同時期にフジテレビ系で開始した『科学救助隊テクノボイジャー』が18回で打ち切られ、更に10月に日本テレビ系で開始した『忍者マン一平』と、よみうりテレビ制作の『一ッ星家のウルトラ婆さん』が、それぞれ13回で打ち切られるなど、テレビアニメ受難の年だった。
- 27日 - この日の『探偵ハート&ハート』最終回を以て、1969年4月の『鬼警部アイアンサイド』から続いたTBS火曜22時の海外ドラマ枠が終了。

### 5月
- 4日 - TBS系火曜22時枠で、情報ドキュメンタリー番組『そこが知りたい』が開始（関東ほか一部地域）。初代司会者は同局系『月曜ロードショー』の解説者として知られた映画評論家の荻昌弘が務め、幾多の放送枠移動を繰り返しながら1997年9月まで続く人気番組となった。

### 6月
- 26日 - 日本テレビ系で1977年4月から放送されていた音楽番組『コッキーポップ』（YAMAHA一社提供）がこの日5年3ヶ月の放送に幕。
- 28日 - テレビ朝日系で1975年10月から放送されていたアニメ『一休さん』がこの日放送の第296話をもって最終回、7年に亘る放送に幕。月曜19時30分枠の後番組は『The・かぼちゃワイン』（7月5日 - 1984年9月）。

### 7月
- 8日 - TBS系時代劇『水戸黄門』の初代水戸光圀役を務めた東野英治郎がこの日、東京・紀尾井町のホテルニューオータニで開かれた記者会見で同作からの降板を表明。1969年8月4日に放送開始した第1部から数え足掛け13年9か月、381回にわたって出演した。
- 23日 - この日発生した長崎大水害でNHK・民放各局は終日、水害関連の報道特別番組を放送。

### 9月
- 7日 - フジテレビ系の『火曜ワイドスペシャル』で、冬に放送されている『オールスター雪の祭典』の姉妹版として、『オールスタースポーツの祭典』を放送。『雪の祭典』の舞台となる新潟県苗場で行われた。司会は『雪の祭典』のサブ司会であるあのねのね。番組は翌1983年7月12日にも第2回を放送するが、この回で終了した。
- 12日 - 台風18号が関東地方を通過[10]。NHK総合では台風関連のニュースの他『クイズ面白ゼミナール』や大河ドラマ『峠の群像』等が軒並み高視聴率となった[注 5]。
- 19日 - 毎日放送制作・TBS系のバラエティ番組『ヤングおー!おー!』が、この日13年3か月の歴史に幕[注 6]。
- 23日 - 日本テレビ系で1972年7月から放送された教養番組『驚異の世界・ノンフィクションアワー』が、この日をもって終了。これにより、1962年1月に始まった『ノンフィクション劇場』から中断期間を含めて続いた「ノンフィクション」シリーズが20年9か月の歴史に幕。
- 30日 - TBS系で1962年10月から開始した児童向けドラマシリーズ『チャコちゃんシリーズ→ケンちゃんシリーズ』が、この日終了の『チャコとケンちゃん』（第2作）をもって終了、20年の歴史に幕。

### 10月

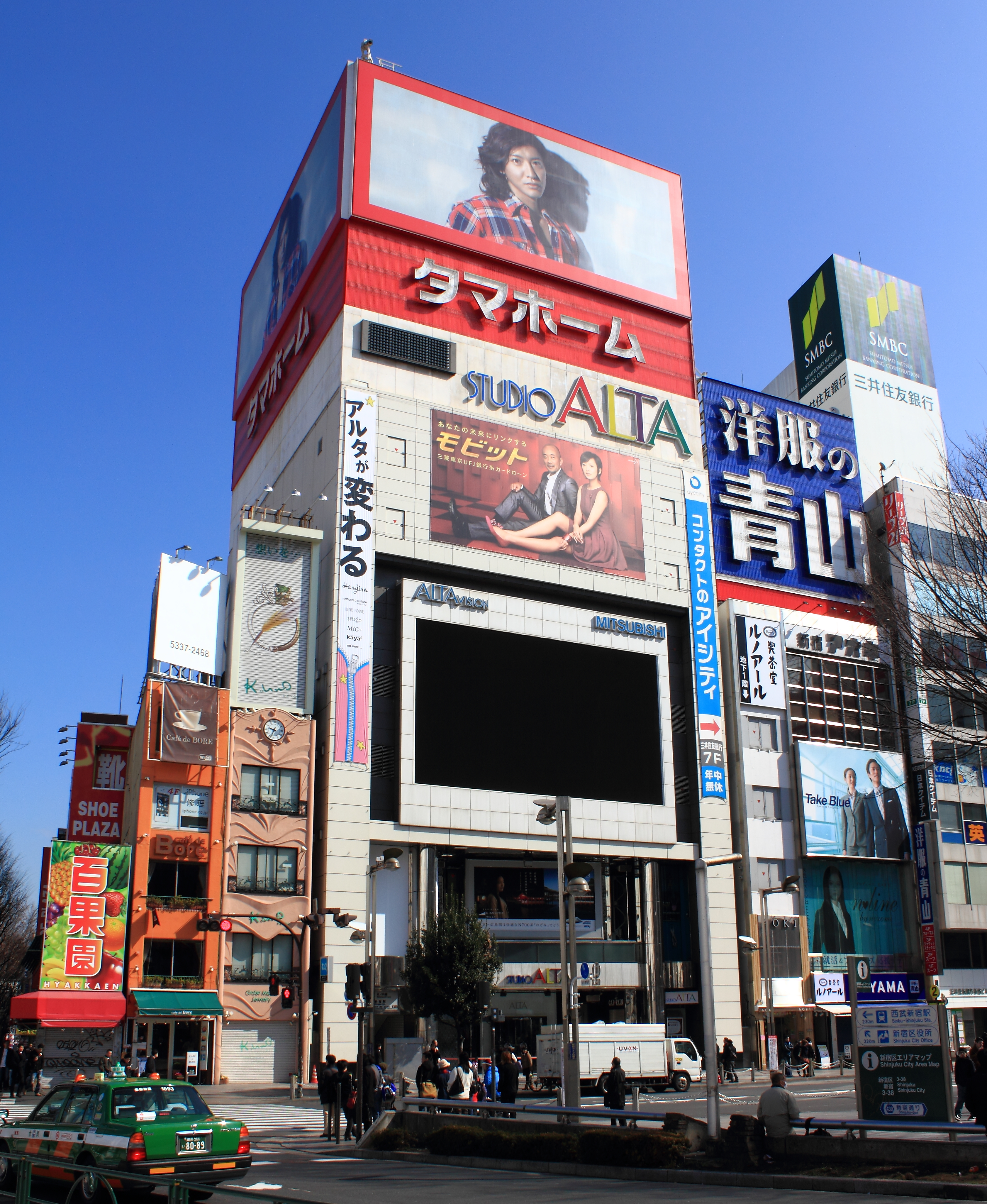
『笑っていいとも!』放送開始（10月4日。写真は新宿スタジオアルタ）

- 3日・4日 - プロ野球セ・リーグ、読売ジャイアンツ（巨人）と中日ドラゴンズ（中日）がデットヒートを繰り広げている影響で、日本テレビは3日放送予定の『決定版!スターが挑戦!!びっくり日本新記録』（19:00 - 20:54。よみうりテレビ制作）と、4日放送予定の『勝抜きドンドン歌合戦』（19:30 - 20:00）および『ザ・トップテン』（20:00 - 20:54）を、それぞれ『巨人×横浜大洋』（後楽園球場）に差し替えた[注 7]。『トップテン』がプロ野球中継で放送されないのは開始以来初となったが、当日は公開場所の渋谷公会堂で番組を収録して、翌5日の16:00に差し替え放送、『ドンドン』は翌週の11日に放送を延期した。しかし『日本新記録』はずっと後になり、1983年1月2日に18:30 - 20:54の正月特番として、内容を再編集して放送した。
- 4日
  - NHK、後期連続テレビ小説『よーいドン』（出演：藤吉久美子、芦屋雁之助ほか。大阪放送局制作）放送開始（ - 1983年4月2日）。
  - フジテレビ系の平日正午枠で、タモリ（森田一義）司会の帯バラエティ番組『森田一義アワー 笑っていいとも!』放送開始[11]。初代曜日リーダーは坂本あきら（月曜日）、斎藤清六（火曜日）、高田純次（水曜日）、桂文珍（木曜日）、中村泰士（金曜日）。名物コーナーであるテレフォンショッキングの第1回放送ゲストは桜田淳子だった。また20日後の24日より日曜午前枠で『笑っていいとも!増刊号』も開始。ともに2014年3月末で終了するまで31年半続いた長寿番組として視聴者に長年親しまれた。
  - テレビ朝日系の平日2時枠で、ワイドショー『こんにちは2時』放送開始。初代司会者は俳優の湯浅実と同局の高井正憲、廣瀬雅子両アナウンサーが担当（ - 1995年3月31日）。
  - TBSで若者向け帯バラエティ番組『アップルシティ500』が開始、更にテレビ東京でも若者向け帯情報バラエティ番組『ヤングTOUCH』が開始、若者向け帯番組同士がぶつかる事となる。しかし『ヤングTOUCH』は年内で打ち切られ、『アップルシティ』も1983年2月より、特撮番組『アンドロメロス』開始のため枠を縮小し、同年5月には番組も終了した。なおテレビ東京は『ヤングTOUCH』の他にも『お笑いベストテン』『踊れバンバン』などといった多数の番組が、年内に打ち切られた。
- 5日 - 毎日放送で、笑福亭鶴瓶司会によるバラエティ番組『突然ガバチョ!』がこの日関西ローカルで放送開始。後にTBS系列局にも番組販売でネットされ、キー局のTBSでも一時期ながら深夜枠で遅れネットされた（ - 1985年9月24日）。
- 8日 - テレビ朝日系で、タモリ司会による深夜のバラエティ番組『タモリ倶楽部』がこの日から放送開始。『笑っていいとも!』と共にタモリを代表する番組の一つとなり、2023年4月の放送終了まで続き41年の長寿番組となった。
- 9日 - 日本テレビ、当時国内のテレビスタジオで最大の広さを持つ新Gスタジオが落成。その初使用の記念番組として、自系列の全国ネット特別番組『日本テレビスペシャル』を、この日4時間に渡りステレオで放送。第1部は「欽ちゃんのこれが日本一」、第2部は「ザ・バラエティー」の2部構成[12]。第2部内では、映像のコンピューター処理等の最先端技術もお披露目された。
- 10日 - 日本テレビ系日曜20時枠で、久米宏司会による生放送の情報バラエティ番組『久米宏のTVスクランブル』がこの日から放送開始（ - 1985年3月）[13]。
- 18日
  - 中日が横浜スタジアムの対横浜大洋戦に勝利し、1974年以来8年ぶりのセ・リーグ優勝を果たす。この日はフジテレビ系で19時から中継、『欽ドン!良い子悪い子普通の子』開始の21時になっても決着が着かなかったので、急遽『欽ドン!』を生放送に切替えて中継を続行し、優勝決定の模様を放送した（欽ドン!#欽ドン!良い子悪い子普通の子および野球道 (フジテレビ系列)#番組を利用して中継されたケースも参照）。なお、この年の開幕前に日本テレビ系『ズームイン!!朝!』で「巨人が優勝出来なかったら丸坊主になる」と公約した徳光和夫（当時の司会者で同局アナウンサー。後のフリーアナウンサーに転身）と「広島が優勝出来なかったら丸坊主になる」と公約した脇田義信（当時：広島テレビアナウンサー）は、後日『ズームイン』放送中に公約通りそろって丸坊主になった。
  - TBS系『ナショナル劇場』・時代劇『水戸黄門 第13部』がこの日から放送。初代・水戸光圀役の東野英治郎の最終シリーズとなった（ - 1983年4月11日）。
- 19日 - テレビ朝日系で千葉真一主演の時代劇『柳生あばれ旅』の第2弾『柳生十兵衛あばれ旅』放送開始。翌1983年4月26日に全26話放映終了し、時代劇枠が消滅。
- 27日 - フジテレビ系『火曜ワイドスペシャル』で恒例特番『第20回オールスター紅白大運動会』を放送。開催20回を記念して、第10回（1974年4月4日）以来の2時間番組（19:00 - 20:54）となる。

### 11月
- 11日 - ソビエト連邦第4代共産党書記長のレオニード・ブレジネフが日本時間のこの日死去したことにより、NHK総合『ニュースセンター9時』が放送開始を1時間前倒しして『ニュースセンター特集 ブレジネフ書記長急死』（20:00 - 21:40）のタイトルで放送枠を拡大して放送した。
- 21日 - テレビ朝日系のクイズ番組・『象印クイズ ヒントでピント』のハート軍（当時）キャプテン・作家の栗本薫（当時：中島梓）が産休の為一時降板。また同軍3枠を務めた女優の沢田亜矢子も降板（沢田は足掛け2年8カ月出演）。翌週28日にはハート軍キャプテン代理に楠田枝里子（司会者・元日本テレビアナウンサー）が、同じく3枠には女優の山口果林がそれぞれ登板[14]。

### 12月
- 8日 - 元てんぷくトリオで、お笑いタレント・司会者の三波伸介がこの日、解離性大動脈瘤破裂のため急死（享年52）。三波の急死により、彼の出演番組を抱えるテレビ各局は対応に追われた。
  - 三波が1970年12月20日より第3代司会者を務めていた日本テレビ系の日曜夕方の演芸番組『笑点』は12日・19日のオープニング部分をカットして放送（三波出演分は26日まで放送）。また1983年正月の『笑点SP』は俳優で司会者の愛川欽也が急遽代役を務める措置をとったほか、同じく正月特番の『番組対抗かくし芸大会』では『笑点』チームは三波追悼の意からエントリーを見合わせた[注 8]。
  - 三波の冠番組で、1977年10月5日から放送されていたテレビ東京系『三波伸介の凸凹大学校』は、彼の死から1週間後の15日放送分を追悼特集とし、翌週22日を最後に番組終了、5年3か月の歴史に幕を下ろした。
  - NHK総合では10日に追悼特集番組『三波伸介さんをしのぶ』を放送（23:15 - 23:45）。『お笑いオンステージ』で共演した東八郎、てんぷくトリオ時代の盟友伊東四朗らが出演し故人を偲んだ[15]。
  - TBS系の2時間ドラマ枠『ザ・サスペンス』では12月11日の放送作品を急遽変更、1983年1月1日に新春SPとして放送予定だった三波主演作『刑事ガモさん2・さらば愛しきテニス妻よ』[注 9]を追悼特番として前倒しで放送した[注 10]。
  - 三波が1976年4月の放送開始から司会を務めていたフジテレビ系『スターどっきり㊙報告』では、三波の急死に伴い、暫定的な司会者を起用するなどのつなぎ措置をとった。
  - 三波が1979年の第1回から司会を務めていた日本テレビ系の正月特番『人気力士大合戦!』は、この年の放送をもって終了したが、1983年放送版を収録したかは不明。
- 16日 - TBS系『ナショナル劇場』で1983年10月31日より放送開始される『水戸黄門 第14部』の記者会見がこの日、東京ヒルトンホテル（後のキャピトル東急ホテル）で行われ、2代目水戸光圀役に西村晃が決定したことを発表。西村は第12部第8話「にせ黄門の悪退治 -米原-」（1981年10月19日放送）で大家因喬役で偽黄門を演じた事での抜擢だった。また渥美格之進役には同作に常連ゲストとして多数出演した伊吹吾郎が決まったが、佐々木助三郎、風車の弥七、うっかり八兵衛はプロデューサー、監督の強い希望で第13部から里見浩太朗、中谷一郎、高橋元太郎の3名が続投。
- 23日 - フジテレビ系でザ・ドリフターズのクリスマス特番『ドリフのクリスマスプレゼント'82』放送（木曜ファミリーワイド枠、20:02 - 21:48）。以後、放送枠や番組タイトル等を変えながら、クリスマスの風物詩として1991年まで10年続いた（参照）。
- 26日 - 日本テレビ系で1971年1月から日曜の昼に放送されていた土居まさる（後に松崎しげる）司会による公開バラエティ番組『TVジョッキー』がこの日で放送終了、12年の歴史に幕。翌年からビートたけし司会の『スーパージョッキー』に引き継がれる。
- 30日 - TBS系で『ザ・ベストテン』の年末特番『さよなら1982ザ・ベストテン豪華版』放送（19:30 - 21:54）。番組前半の週間ベストテン第1位は中森明菜「セカンド・ラブ」、続く後半の1982年年間ベストテンは細川たかし「北酒場」が第1位を獲得した。以後『豪華版』は1988年まで毎年年末の恒例となった。
- 31日
  - 『第33回NHK紅白歌合戦』放送。この年白組で出場のサザンオールスターズ、桑田佳祐が国民的演歌歌手・三波春夫の格好で登場した。平均視聴率は69.9%（関東地区、ビデオリサーチ調べ）と、13年ぶりに70%を下回る結果となった。
  - 日本テレビ系で、秋の恒例特番『アメリカ横断ウルトラクイズ』の番外編『ウルトラクイズ 史上最大の敗者復活戦』を18:30 - 21:48で放送。翌1983年に開始し、2024年現在も継続中の『全国高等学校クイズ選手権』につながる。
  - TBS系で『第24回日本レコード大賞』放送（18:30 - 20:54）。大賞は細川たかしの「北酒場」。

## その他テレビに関する話題
| テレビ大阪（3月1日開局）  |  | 熊本県民テレビ（4月1日開局）  |  | 鹿児島放送（10月1日開局）  |
| テレビ大阪 （3月1日開局） |  | 熊本県民テレビ （4月1日開局） |  | 鹿児島放送 （10月1日開局） |

- 当時NHKアナウンサーの鈴木健二がエッセイ単行本『気くばりのすすめ』（講談社）を出版、400万部のベストセラーとなる。
- 2月13日 - 戦後に美空ひばり、雪村いづみと共に「三人娘」の一員として活動し、TBS系ドラマ『サザエさん』『はじめまして』などのテレビドラマやバラエティに出演したことでも知られた歌手で女優の江利チエミが45歳で死去。
- 3月1日 - テレビ東京で開局以来初の地方系列局となるテレビ大阪（TVO）が開局[7]。テレビ東京系列メガTONネットワーク（後のTXNネットワーク）で最初のネットワーク局となる。テレビ東京系はさらに翌年のテレビ愛知（この年12月に設立）から1991年のTVQ九州放送まで4局を開局、2012年現在計6局というネットワークになっている。
- 4月1日 - 熊本県で3番目の民放テレビ局・熊本県民テレビ（くまもと県民テレビ・KKT、日本テレビ系列）が開局[16]。
- 9月22日 - 角川書店（KADOKAWAの前身）からテレビ情報誌『ザテレビジョン』創刊。
- 10月1日 - 鹿児島県で3番目の民放テレビ局・鹿児島放送（KKB、テレビ朝日系列）が開局[17]。
- 10月4日 - TBSの20・21・22時の各スポット枠が、5分から6分へ拡大。これで在京民放全ての同スポット枠が6分となった。
- 12月1日
  - テレビ愛知設立（翌1983年9月1日開局）。
  - 音声多重放送の実用化の為の改正放送法とこれに伴う政令・省令・免許方針が施行されたことにより、この日から、同放送が本放送として免許されることとなる[18]。これにより、以前実用化試験局として免許を受けていた放送局が、その免許更新時に本放送免許へと切り替わることとなり、その第1号として、同月8日に毎日放送テレビに、同本放送免許が付与された[18]。その更新時の切り替えとは別に、同月17日に、NHKの東京・大阪・前橋の各総合テレビと日本テレビ、テレビ東京他2社に同本放送の免許が付与され、本放送に切り替わる[19]。
- 12月28日 - 俳優の岸田森が食道癌のため死去（享年43）。最後の出演は12月20日放送のTBS系『水戸黄門』第10話「尾張名古屋の妖怪退治」だった。なお、この年1月まで放送していた特撮番組『太陽戦隊サンバルカン』（テレビ朝日系スーパー戦隊シリーズ第5作）に「嵐山大三郎長官」役で出演しており、翌1983年早々に関東地区で『サンバルカン』の再放送が始まったが、この時の再放送時は第1話の嵐山登場シーンに訃報テロップが添えられた。
- 12月29日 - 日本テレビ系『独占!スポーツ情報』の初代キャスターを務めたことで知られ、数多くのテレビ・ラジオ番組の司会を務め、独特の口調で人気を博したロシア出身のタレント、ロイ・ジェームスがこの日、53歳で死去。

## コールサイン整理
この年は11月1日付で当時3年に1度の放送局免許更新が行われたが、この時民放の多局化に備えコールサイン（呼出符号）の大規模整理が行われた。
主にNHKが対象だったが、一部民放も対象になった。また「総合放送-教育放送」の末尾パターンも「K-B」「G-C」「P-D」「Q-Z」の4種類に整理され、他は全て民放用になった。
整理対象となったのは以下の通り。ラジオのみが対象となったケースも含める。
| 整理対象局                    | 整理対象局                 | 整理前  | 整理後  | 備考                                                                 |
| ----------------------------- | -------------------------- | ------- | ------- | -------------------------------------------------------------------- |
| NHK室蘭放送局                 | 総合放送                   | JOIU    | JOIQ    | 整理前のコールサインはエフエム沖縄（旧極東放送のFM本放送転換）に転用 |
| NHK室蘭放送局                 | 教育放送                   | JOIT    | JOIZ    |                                                                      |
| NHK豊橋放送局                 | 総合放送                   | JOCS    | JOCQ    | 整理後のコールサインはその9年前まで高山局が使っていた                |
| NHK豊橋放送局                 | 教育放送                   | JOCV    | JOCZ    | 整理前のコールサインはエフエム富士に転用                             |
| NHK大津放送局彦根ラジオ放送所 | 総合放送                   | JOBS    | JOQP    | ラジオ第1で県域放送を実施していたため実質的県域親局化                |
| NHK米子放送局                 | 教育放送                   | JOLU    | JOLZ    | 整理前のコールサインは福井エフエム放送に転用                         |
| NHK下関放送局                 | 総合放送                   | JOUI    | JOUQ    | 整理前のコールサインは鹿児島讀賣テレビに転用                         |
| NHK下関放送局                 | 教育放送                   | JOUU    | JOUZ    | 整理前のコールサインは同一県内のエフエム山口に転用                   |
| NHK佐世保放送局               | 総合放送                   | JOAT    | JOAQ    |                                                                      |
| NHK佐世保放送局               | 教育放送                   | JOAY    | JOAZ    | 整理前のコールサインは朝日放送テレビに転用                           |
| 札幌テレビ放送函館テレビ局    | 札幌テレビ放送函館テレビ局 | JOKZ-TV | JOMY-TV | アナログ停波により廃止                                               |

## 開局
- 3月1日 - テレビ大阪
- 4月1日 - 熊本県民テレビ(サービス放送開始は3月27日。音声多重放送は、熊本県初。)
- 10月1日 - 鹿児島放送(サービス放送開始は9月23日)

## 既存局の音声多重放送開始
- 3月1日 - 九州朝日放送テレビ[20]
- 4月1日 - 静岡放送テレビ[21]、南日本放送テレビ(鹿児島県初[注 11])
- 7月1日 - NHK奈良放送局、NHK大津放送局、NHK津放送局、NHK岐阜放送局の各総合テレビ[22]
- 7月30日 - NHK北九州放送局の総合テレビ[22]
- 8月4日 - NHK福山放送局（後のNHK福山支局）の総合テレビ[22]
- 11月17日 - 鹿児島テレビ放送[注 11]

## 周年

### 番組
- 放送開始25周年
  - 『テレビ体操』（NHK）
  - 『きょうの料理』（NHK）
  - 『ミユキ野球教室』（日本テレビ）
- 放送開始20周年
  - 『NHK杯テレビ囲碁トーナメント』（NHK）
  - 『JNNニュースコープ』（TBS）
  - 『キユーピー3分クッキング』（中部日本放送）[注 12]
- 放送開始10周年
  - 『中学生日記』（NHK名古屋放送局 / NHK総合テレビジョン）[注 13]
  - 『みんなのせかい』（NHK教育テレビジョン）
  - 『水曜ロードショー』（日本テレビ）
  - 『太陽にほえろ!』（日本テレビ）
  - 『全日本プロレス中継』（日本テレビ）
  - 『金曜ドラマ』（TBS）
  - 『オールスター家族対抗歌合戦』（フジテレビ）
  - 『必殺シリーズ』（朝日放送）
  - 『パンチDEデート』（関西テレビ）[注 14]
- 放送開始5周年
  - 『アメリカ横断ウルトラクイズ』（日本テレビ）
  - 『コッキーポップ』（日本テレビ）※番組終了
  - 『ドリフ大爆笑』（フジテレビ）
  - 『クイズDEデート』（関西テレビ）
  - 『土曜ワイド劇場』（テレビ朝日）
  - 『三枝の国盗りゲーム』（朝日放送）
  - 『ヤンヤン歌うスタジオ』（テレビ東京）
  - 『三波伸介の凸凹大学校』（テレビ東京）※番組終了

### 開局・放送開始
- 1月8日 - NHK静岡、北九州教育テレビジョン放送開始20周年。
- 3月27日 - NHK名古屋放送局教育テレビジョン放送開始20周年。
- 4月1日
  - テレビジョン放送開始25周年 - 北海道放送
  - 開局20周年 - 名古屋テレビ放送
  - 開局10周年 - 北海道文化放送、テレビ神奈川、びわ湖放送
- 4月8日 - NHK鹿児島放送局教育テレビジョン放送開始20周年。
- 5月29日 - NHK松山、北九州総合テレビジョン放送開始25周年。
- 6月1日 - NHK静岡放送局総合テレビジョン放送開始25周年。
- 6月1日 - NHK札幌、松山教育テレビジョン放送開始20周年。
- 9月1日 - 広島テレビ放送開局20周年。
- 10月1日 - 仙台放送開局20周年。
- 11月1日 - NHK山形・長野・新潟・福井教育テレビジョン放送開始20周年。
- 12月1日 - NHK大分放送局教育テレビジョン放送開始20周年。
- 12月22日 - NHK岡山放送局テレビジョン放送開始25周年。
- 12月23日 - NHK金沢放送局総合テレビジョン放送開始25周年。
- 12月28日 - NHK鳥取・松江教育テレビジョン放送開始20周年。

## 記念回
- 3月19日 - 太陽にほえろ!（日本テレビ）500回
- 3月22日 - 小川宏ショー（フジテレビ）4444回
- 4月20日 - 火曜ワイドスペシャル（フジテレビ）600回
- 4月26日 - 夜のヒットスタジオ（フジテレビ）700回
- 9月
  - ごちそうさま（日本テレビ）3000回 - それを記念して、9月13日から17日にかけて特集を組んだ[23][注 15]。
  - 三枝の爆笑夫婦（日本テレビ）500回 - それを記念して、9月13日から17日にかけて特集を組んだ[23][注 16]。
- 11月25日 - ザ・ベストテン（TBS）250回[注 17]
- 月日不明
  - クイズタイムショック（テレビ朝日）700回
  - 新婚さんいらっしゃい!（朝日放送）600回

## 視聴率
（※関東地区、ビデオリサーチ調べ）

### ドラマ
1. 連続テレビ小説 ハイカラさん（NHK総合、9月25日）44.9%
2. 連続テレビ小説 本日も晴天なり（NHK総合、2月13日）43.3%
3. 連続テレビ小説 よーいドン（NHK総合、11月27日）42.3%
4. 大河ドラマ 峠の群像（NHK総合）33.8%　※最高視聴率

### スポーツ
1. 大相撲秋場所・初日（NHK総合、9月12日 17:32-17:55）42.0%
2. プロ野球「中日VS巨人」（NHK総合、9月30日）40.5%
3. 大相撲初場所・中日（NHK総合、1月17日 17:06-18:00）40.1%
4. プロ野球「阪神VS巨人」（NHK総合、4月27日）38.6%
5. ゴールデンナイター「ヤクルトVS巨人」（テレビ朝日、5月5日）37.3%
6. 月曜ナイター「大洋VS中日」（フジテレビ、10月18日）36.5%

### バラエティ・クイズ
1. クイズ面白ゼミナール（NHK総合、9月12日）42.2%
2. 欽ドン!良い子悪い子普通の子（フジテレビ、7月26日）38.8%
3. 8時だョ!全員集合（TBS、1月30日）37.1%

### 歌番組
1. 第33回NHK紅白歌合戦（NHK総合、12月31日）69.9%
2. ザ・ベストテン（TBS、1月21日）36.5%
3. NHKのど自慢（NHK総合、9月12日）32.5%
4. 第24回日本レコード大賞（TBS、12月31日）31.3%
5. ザ・トップテン（日本テレビ、5月17日）28.8%
6. - 特集・NHK歌謡ホール（NHK総合、1月5日）28.5%
  - オールスター家族対抗歌合戦（フジテレビ、1月24日）28.5%

### ニュース・報道
1. 7時のニュース（NHK総合、9月12日）50.0%
2. 台風情報（NHK総合、9月12日 18:00-18:05）45.8%
3. NHKニュース（NHK総合、9月12日 17:00-17:08）44.8%
4. NHKニュース（NHK総合、9月12日 12:00-12:15）44.8%
5. NHKニュース（NHK総合、9月12日 17:55-18:00）42.2%
6. NHKニュース（NHK総合、12月31日 20:55-21:00）41.1%
7. NHKニュースワイド（NHK総合、9月25日）38.9%
8. ローカルニュース・天気予報（NHK総合、4月27日 21:00-21:05）38.1%

## テレビ番組

### テレビドラマ

#### NHK
- 大河ドラマ 峠の群像（主演：緒形拳）
- 連続テレビ小説
  - ハイカラさん（主演：手塚理美）
  - よーいドン（主演：藤吉久美子、芦屋雁之助）
- 銀河テレビ小説
  - 道頓堀川（原作：宮本輝／主演：藤田まこと）
  - 夏に逝く女（原作：ルイ・C・トーマ（英語版）／主演：名取裕子）[24]
- ドラマ人間模様
  - 続・夢千代日記
  - 新・事件〜ドクターストップ〜
- 立花登・青春手控え（主演：中井貴一、篠田三郎）
- 御宿かわせみ第2シリーズ
- 大草原の小さな家 （二か国語）※海外作品
- 人形劇 三国志

#### 日本テレビ系
- 月曜スター劇場
  - オレ達全員奈津子の子（出演：池内淳子、上條恒彦 他）[24]
  - 春よ来い（出演：森光子、杉村春子、音無美紀子、中条静夫 他）
- 火曜時代劇
  - 右門捕物帖（主演：杉良太郎）
- 水曜8時
  - 女かじき特急便（出演：星野知子 他）
- 金曜劇場
  - 田中丸家御一同様（出演：森光子、坂口良子、秋野暢子、近藤正臣 他）
  - あっけらかん（出演：佐久間良子、泉谷しげる、田中好子 他）
  - ホームスイートホーム（出演：桃井かおり、西城秀樹、松田優作 他）
  - せーの!（出演：加山雄三、丘みつ子、坂上忍 他）
- 土曜グランド劇場
  - 天まであがれ!（出演：石立鉄男 他）
  - あんちゃん（主演：水谷豊）
- 日曜8時
  - 陽あたり良好!（出演：竹本孝之、伊藤さやか 他）
- 松平右近事件帳（主演：里見浩太朗）
- 夏の王様（出演：西田敏行 他）

主なスペシャルドラマ
- 池中玄太80キロ（主演：西田敏行） - 4月3日
- 台所太平記〜おんな八人寄れば…（主演：十七代目中村勘三郎） - 4月22日、『木曜ゴールデンドラマ』（読売テレビ制作）で放送。
- 日本テレビ開局30年・読売テレビ開局25年記念番組 幕末青春グラフィティ 坂本竜馬（出演：武田鉄矢 他） - 11月16日

#### TBS系
- ナショナル劇場
  - 大岡越前・第6部（主演：加藤剛）
  - 水戸黄門・第13部 - 1969年の第1部から水戸光圀を演じてきた東野英治郎の最終シリーズ。
- ポーラテレビ小説
  - 女・かけこみ寺（主演：根本律子（後の根本りつ子））
  - 白き牡丹に（主演：賀来千香子）
- 火曜8時
  - さよなら三角またきて四角（出演：堺正章、古手川祐子、田原俊彦 他）
  - はらぺこ同志（出演：北大路欣也、桜田淳子 他）
  - 女7人あつまれば（出演：加山雄三、松原智恵子、秋野暢子、石田えり 他）
- 火曜9時
  - おにいちゃん
  - 野々村病院物語II（出演：宇津井健 他）
- 木曜8時
  - おはよう24時間（出演：大原麗子 他）
  - ああ離婚（脚本：橋田壽賀子、出演：京マチ子 他）
- 木曜座（毎日放送制作）
  - 愛の別れ道（主演：古谷一行、ジュディ・オング）
  - さりげなく憎いやつ（主演：大原麗子、大場久美子）
  - 家族の神話（主演：八千草薫）
  - 愛を裁けますか（主演：山本陽子、滝田栄）
- 金曜8時
  - 3年B組貫八先生（主演：川谷拓三） - 桜中学シリーズ
- 金曜ドラマ
  - 淋しいのはお前だけじゃない（出演：西田敏行 他）
- 日曜8時
  - 刑事ヨロシク（出演：ビートたけし 他）
  - Gメン'82（出演：丹波哲郎 他）
- 噂の刑事トミーとマツ（第2シリーズ、主演：国広富之、松崎しげる）
- 橋田ドラマ 結婚（出演：赤木春恵、三田佳子、小川知子、小鹿ミキ 他） - 水曜劇場最終作
- チャコとケンちゃん（第2作） - ケンちゃんシリーズ最終作
- メチャン子・ミッキー（主演：堀ちえみ）
- だんなさまは18歳（主演：竹本孝之、石井めぐみ）
- ザ・サスペンス（2時間枠）

廃枠
- 4月：水曜劇場 - 『日立テレビシティ』放送開始のため[注 18]。

主なスペシャルドラマ
- 天下御免の頑固おやじ・大久保彦左衛門（主演：森繁久彌）- 1月1日[25]
- 雪の華・建礼門院徳子の生涯（主演：浅丘ルリ子） - 1月1日[25]
- さよならGメン'75 また逢う日まで - 4月3日
- 3年B組金八先生スペシャル（出演：武田鉄矢 他）- 10月8日

#### フジテレビ系
- 火曜10時枠時代劇（関西テレビ制作）
  - 影の軍団III（出演：千葉真一、志穂美悦子、真田広之）
  - 暁に斬る!（出演：北大路欣也、山城新伍、名取裕子 他）
- 阪急ドラマシリーズ（関西テレビ）
  - 先生お・み・ご・と!
  - 青春INGS ゆう子とヘレン
- 平岩弓枝ドラマシリーズ
  - 花の影
  - 花祭
  - 嫁の座
- 月曜8時
  - 笑顔泣き顔ふくれ顔（出演：関口宏、長山藍子 他）
  - うちの嫁さんどっちむいてプイ!（出演：市毛良枝 他）[注 19]
  - おまかせください（出演：中村雅俊 他）
- セーラー服と機関銃（主演：原田知世）[注 20]
- ねらわれた学園（主演：原田知世）
- 君は海を見たか

主なスペシャルドラマ
- 戦国の女たち - 1月2日
- ホームドラマスペシャル 春一番だヨ、サザエさん（出演：星野知子 他）- 3月30日
- ホームドラマスペシャル 秋祭りだよ!サザエさん（出演：星野知子 他）- 9月29日

#### テレビ朝日系
- 火曜9時枠時代劇
  - 鬼平犯科帳 第3シリーズ（主演：萬屋錦之介） - シリーズ最終作。
  - 柳生十兵衛あばれ旅（出演：千葉真一、志穂美悦子 他） - 柳生あばれ旅の続編。
- フジ三太郎（朝日放送と共同制作。出演：堺正章、丘みつ子 他）
- ハウスこども傑作劇場（火曜19:30枠、ハウス食品一社提供）
- 月曜ワイド劇場 - 新設。
- 熱血あばれはっちゃく
- 遠山の金さん（主演：高橋英樹）
- 金曜9時枠（朝日放送制作）
  - 女捜査官（出演：樋口可南子、西郷輝彦、樹木希林 他）
  - ザ・ハングマンII（出演：黒沢年男（後の黒沢年雄）、名高達郎（後の名高達男）、植木等 他）
- 西部警察 PART-II（出演：石原裕次郎、渡哲也、舘ひろし 他）
- 必殺シリーズ（朝日放送制作）
  - 新・必殺仕舞人（第18作。出演：京マチ子、高橋悦史、本田博太郎、西崎みどり（後の西崎緑）、花紀京 他）
  - 必殺シリーズ10周年記念スペシャル 仕事人大集合（スペシャル第2作）
  - 必殺仕事人III（第19作。出演：藤田まこと、三田村邦彦、中条きよし、山田五十鈴、鮎川いずみ、ひかる一平 他）
  - ㊙必殺現代版 主水の子孫が京都に現われた 仕事人vs暴走族（スペシャル第3作）

主なスペシャルドラマ
- 向田邦子新春ドラマ 春が来た（出演：桃井かおり、松田優作 他） - 1月1日[25]

#### テレビ東京系
- 12時間ワイドドラマ 竜馬がゆく
- 眠狂四郎円月殺法（主演：片岡孝夫（後の15代目片岡仁左衛門））

### テレビアニメ
- 世界名作劇場 南の虹のルーシー（フジテレビ）
- あさりちゃん（テレビ朝日）
- 戦闘メカ ザブングル（名古屋テレビ）
- タイムボカンシリーズ 逆転イッパツマン（フジテレビ）
- 機甲艦隊ダイラガーXV（テレビ東京）
- 魔法のプリンセス ミンキーモモ（第1作）（テレビ東京）
- 手塚治虫のドン・ドラキュラ（テレビ東京）※4話打ち切り
- トンデラハウスの大冒険（テレビ東京）
- ゲームセンターあらし（日本テレビ）
- パタリロ!（フジテレビ）- 10月に「ぼくパタリロ!」と改題。
- アニメ野生のさけび（テレビ東京）
- 科学救助隊テクノボイジャー（フジテレビ）
- 魔境伝説アクロバンチ（日本テレビ）
- おちゃめ神物語コロコロポロン（フジテレビ）
- とんでモン・ペ（朝日放送）
- 太陽の子エステバン（NHK総合）
- The・かぼちゃワイン（テレビ朝日）
- 銀河烈風バクシンガー（テレビ東京）
- 超時空要塞マクロス（毎日放送）
- 忍者マン一平（日本テレビ）※13話打ち切り
- サイボットロボッチ（テレビ東京）
- スペースコブラ（フジテレビ）
- ときめきトゥナイト（日本テレビ）
- 愛の戦士 レインボーマン（毎日放送）
- 新みつばちマーヤの冒険（テレビ大阪）[注 21]
- わが青春のアルカディア 無限軌道SSX（TBS）
- 一ッ星家のウルトラ婆さん（よみうりテレビ）※13話打ち切り
- さすがの猿飛（フジテレビ）
- フクちゃん（テレビ朝日）

スペシャルドラマ
- ぽっぺん先生と帰らずの沼（TBS） - 4月29日
- プロゴルファー猿（テレビ朝日） - 10月19日

### 特撮番組
- 大戦隊ゴーグルファイブ（テレビ朝日）
  - 出演：赤木良次、春田純一、石井茂樹、伍代参平、大川めぐみ、高橋利道、依田英助 他
- 宇宙刑事ギャバン（テレビ朝日） - 『メタルヒーローシリーズ』第1作。
  - 出演：大葉健二、叶和貴子、多々良純、鈴木正幸、千葉真一 他
- バッテンロボ丸（フジテレビ）
  - 出演：朝比奈尚行、榊原るみ、佐渡稔、市川勇、鈴木美司子、曽我町子 他

### 報道・情報番組
開始番組
- ニュースセンター630（NHK総合）『ニュースセンター640』から改題
- 6時です!4チャンネル（日本テレビ、関東ローカル）
- 久米宏のTVスクランブル（日本テレビ）[13]
- 酒井広のうわさのスタジオ（ステレオ）（日本テレビ）[13]
- FNNモーニングワイド630（フジテレビ）[13]
- おはよう!ナイスデイ（フジテレビ）[13]
- ワイドワイドフジ（フジテレビ）[13]
- FNNニュースレポート11:30（フジテレビ）[13]
- 芸能グラフィティ→TVグラフィティ（ステレオ）（フジテレビ）
- DOサタデー（関西テレビ）
- 生活カルチャー 素敵なミセスに（テレビ朝日）[13]
- こんにちは2時（テレビ朝日）[13]
- 医食同源（テレビ東京）
- ヤングTOUCH（テレビ東京）
- びっくり世界一（テレビ東京）
- 瀬戸大橋時代を創る(山陽放送)[13]

終了番組
- 小川宏ショー（フジテレビ）

放送時間変更
- 4月改編で、日曜日の『NNN昼のニュース』（日本テレビ、NNN）の放送時間が、12:00 - 12:15（NHKニュースの真裏）から11:45 - 12:00に繰り上がった。
- 同じく4月改編で、『JNN報道特集』（TBS、JNN）の放送日時が、土曜日22:00 - 22:55から日曜日18:00 - 18:55へ移動した。同時に日曜日版の『JNNニュースコープ』も18:30 - 18:50から17:30 - 17:50へ60分繰り上がった。

### バラエティ番組
開始番組
- テレビに出たいやつみんな来い!!（日本テレビ）（1月 - 3月）
- やす・きよのスター爆笑Q&A（よみうりテレビ）
- 日曜はダメ!!（ステレオ）（日本テレビ）（4月 - 8月、『今夜は最高!』の一時中断に伴うつなぎ番組）
- ピンキーパンチ大逆転（TBS）（4月 - 9月）
- パリンコ学園No.1（TBS）
- 欽ちゃんの週刊欽曜日（TBS）
- そこが知りたい（TBS）
- 笑いころげてたっぷり枝雀（毎日放送）
- 突然ガバチョ!（毎日放送）
- スターどっきり㊙報告（フジテレビ）第2期レギュラー放送（4月 - 9月）
- 森田一義アワー 笑っていいとも!（フジテレビ）
  - 笑っていいとも!増刊号
- タモリ倶楽部（テレビ朝日）
- 爆笑!!ドットスタジオ（テレビ朝日）
- テレビほとんど冗談（テレビ東京）

終了番組
- お笑いオンステージ（NHK総合）
- ヤングおー!おー!（毎日放送）
- ママとあそぼう!ピンポンパン（フジテレビ） - 子供向け番組。
- 笑ってる場合ですよ!（フジテレビ）
- 三波伸介の凸凹大学校（テレビ東京）※司会者死亡による打ち切り

### クイズ番組
- クイズ天国と地獄（TBS）
- 親子クイズ 国語算数理科社会（TBS）
- おもしろ博士クイズ（日本テレビ）
- エッ!うそーホント?（日本テレビ）
- 小川宏のなんでもカンでも!（フジテレビ） - 小川宏が『小川宏ショー』終了後、初めて司会を務めた番組。
- 三角ゲームピタゴラス（朝日放送）
- 私は名探偵・完全犯罪をつぶせ（テレビ東京）
- やすし・きよしのどっちがどっち?（テレビ東京）
- 爆笑ザ・ヒント（テレビ東京）
- クイズMr.ロンリー（毎日放送） - 1983年10月から1985年9月の間はTBS系で全国ネット。

### 音楽番組
- NHK歌謡ホール（ステレオ）（NHK総合）
- 勝抜きドンドン歌合戦（日本テレビ） - なおこの前には『演歌スペシャル』を2回放送。
- 歌のワイド90分!（ステレオ・2音声多重）（日本テレビ）
- 街かどテレビ11:00（TBS）
- 夢のビッグスタジオ（ステレオ）（テレビ朝日） - 視聴率低下およびプロデューサー&司会者降板により、8回で打ち切り
- 木曜ヒットショー（ステレオ）（テレビ朝日）
- 歌のグランドショー（ステレオ）（テレビ朝日）
- レッツGOアイドル（テレビ東京）
- メガロポリス歌謡祭（ステレオ）（テレビ東京）

終了番組
- コッキーポップ（日本テレビ）

放送時間変更
- 4月改編で、『スター誕生!』（日本テレビ）の放送時間が11:00 - 11:55から、上記の『NNN昼のニュース』の繰り上げにより11:00 - 11:45に変更（10分縮小）。

### スポーツ番組
- ビバ!ジャイアンツ（日本テレビ）
- マイスポーツ（毎日放送）

### 教養・ドキュメンタリー番組
- なにぬねノート（NHK教育）
- ぼくのまち わたしのまち（NHK教育）
- みつめる目（NHK教育）
- Look and Learn（NHK教育）
- Let's Try!（NHK教育）
- 現代の社会（NHK教育）
- NHK高校講座（NHK教育）
- ジュニア大全科（NHK教育）
- Nationalドキュメンタリー特集（日本テレビ）[13]
- ザ・ドキュメント タイム&タイド(フジテレビ)[13]
- ミステリースペシャル（テレビ東京）
- 動物大戦争（テレビ東京）
- SBCテレビレポート(信越放送)[13]
- アクションレンズ(中部日本放送)[13]
- ドキュメントα(関西テレビ)[13]
- RKBサンデーレポート(RKB毎日放送)[13]

### トーク番組
- 鉄矢のにっぽん人国記（テレビ朝日）
- 三人がいっぱい（テレビ東京）
- 素敵なあの人（テレビ東京）

### 料理番組
- 料理バンザイ!（テレビ朝日）

### 映画番組
- サンデーシネマ（フジテレビ）

### 単発特別番組枠
- 土曜トップスペシャル（日本テレビ）
- 日立テレビシティ（TBS）
- 木曜（→金曜）ファミリーワイド（フジテレビ）
- 衝撃スペシャル（テレビ東京）

### 特別番組
- 1月1日[25]
  - 新春寄席中継（NHK総合）
  - 豪華!スター家族対抗初春ジャンボクイズ!（日本テレビ）
  - 輝け!!人気スターチーム対抗大合戦!（日本テレビ）
  - おめでとう1982年 第4回人気力士大合戦!（日本テレビ） - 初の元日放送だが、司会の三波伸介急死に伴い、この回で終了。
  - 元旦早々タモリで最高!（TBS）
  - 初詣初詣!爆笑ヒットパレード（フジテレビ）
  - 第19回新春スターかくし芸大会（フジテレビ）
  - 藤子不二雄スペシャル '82お正月だよ!ドラえもん・怪物くん・忍者ハットリくん（テレビ朝日）
  - 新春プロレススペシャル（テレビ朝日）
  - 第2回プロ野球オールスター大運動会（テレビ東京）
  - 演歌・初春大行進（テレビ東京）
- 1月1日他 - 元祖どっきりカメラ（日本テレビ）[注 22]
- 1月2日 - Dr.スランプ アラレちゃん ペンギン村英雄伝説（フジテレビ）
- 1月7日〜21日 - 武田鉄矢スペシャル→タモリスペシャル（テレビ朝日） - 『ダラス』枠移動（木曜21:00→同22:00）後のつなぎ番組。
- 1月16日 - 小澤征爾と春の祭典・迫真のPCMライブ（ステレオ、音楽部分はPCM録音）（毎日放送） - TBS系の多くの局でネット。[3]
- 3月24日 - 輝け!春のオールスター番組対抗ボウリング大会（テレビ朝日）[注 23]
- 3月30日
  - ゲバゲバ90分!+30（日本テレビ）
  - テレビ祭り 4月だョ!全員集合（TBS）
- 3月31日
  - オールスター番組対抗クイズ“WHAT!!”（日本テレビ）
  - 熱球!熱戦!オールスター野球大会（テレビ朝日）[注 23]
- 4月7日 - 桜満開!!オールスターおもしろ日本昔ばなし（日本テレビ）
- 4月21日 - 放送広告の日・わたしとテレビジョン（全民放96社）
- 6月25日、7月2日 - 第1回メガロポリス歌謡祭（ステレオ）（テレビ東京）
- 8月7日 - 世界へはばたけ!'82オールスター家族対抗ジャンボクイズ（日本テレビ）[注 24] - 『初春ジャンボクイズ』の特別版。
- 8月23日 - ザ・ブッシュマン〜"笑ってる場合"ではない砂漠の狩人（テレビ東京）[24][注 25]
- 9月7日 - 翔べ!オールスタースポーツの祭典（フジテレビ）[注 26]
- 9月29日 - 輝け!秋のオールスター番組対抗ボウリング大会（テレビ朝日） - 最後の秋開催。
- 10月5日 - テレビ祭り 10月だョ!全員集合（TBS） - 「VTRレポート」「クイズ」「少年少女合唱隊」で構成された形式は、この回が最後。
- 10月7日〜28日 - 史上最大!第6回アメリカ横断ウルトラクイズ（日本テレビ）[注 22]
- 10月9日 - 日本テレビスペシャル（ステレオ）（日本テレビ） - 新Gスタジオ落成記念番組[12]
- 10月27日 - 第20回オールスター紅白大運動会（フジテレビ）[注 26]
- 11月25日 - マジックのタネ教えます（日本テレビ）[注 22] - 『見破れ!トリックハンター』の原点。
- 12月23日
  - ギャグゲリラ’82・明るい日本!重大ニュース（日本テレビ）[注 22][26] - 赤塚不二夫監修の重大ニュースシリーズ第3弾（前回は1979年・1980年放送）。
  - ドリフのクリスマスプレゼント（フジテレビ）第1回[注 27]
- 12月28日 - ドリフ大爆笑'82特別総集編（フジテレビ）[注 26]
- 12月30日 - さよなら1982ザ・ベストテン豪華版（ステレオ）（TBS） - この年より『ベストテン豪華版』が年末恒例となる。
- 12月31日
  - 第33回NHK紅白歌合戦（ステレオ）（NHK総合）
  - ウルトラクイズ 史上最大の敗者復活戦（日本テレビ）
  - 第24回輝く!日本レコード大賞（ステレオ）（TBS）
  - 大みそかだよ!ドラえもん（テレビ朝日）
  - Dr.スランプ アラレちゃん ペンギン村の七ふしぎ全公開!スペシャル（フジテレビ）
  - ゆく年くる年（NHK）
  - ゆく年くる年（民放各局）（ステレオ） この年はフジテレビが制作

### 既存番組の音声多重化

#### ステレオ放送化
- ワールドプロレスリング（テレビ朝日）- 1月1日から（中継会場によってはモノラル放送）[注 28]
- 8時だョ!全員集合（TBS）- 1月2日から毎回
- 新・スター誕生!（日本テレビ）- 10月24日から毎回（番組名を改めたのと同時にステレオ化）
- ゆく年くる年 (民放各局 この年はフジテレビ制作）- 今回初のステレオ化。